# PGC 48062
PGC 48062 ist eine irreguläre Zwerggalaxie vom Hubble-Typ Sm/Im im Sternbild Jagdhunde am Nordsternhimmel. Sie ist schätzungsweise 25 Millionen Lichtjahre von der Milchstraße entfernt und hat einen Durchmesser von etwa 10.000 Lichtjahren. Vom Sonnensystem aus entfernt sich das Objekt mit einer errechneten Radialgeschwindigkeit von näherungsweise 480 Kilometern pro Sekunde.
Die Galaxie wurde für die Beobachtungskampagne "Every Known Nearby Galaxy" aufgenommen, deren Ziel es ist, jede bekannte Galaxie im Umkreis von 10 Megaparsec (etwa 33 Millionen Lichtjahre) von der Milchstraße zu untersuchen, um feststellen, welche Arten von Sternen sich in den verschiedenen Galaxien befinden, sowie die lokale Struktur des Universums zu kartieren.
Im selben Himmelsareal befinden sich unter anderem die Galaxien PGC 48064, PGC 47904, PGC 2243234, PGC 2253591.